# Luke Gardiner (1er vicomte Mountjoy)
Luke Gardiner (7 février 1745 - 5 juin 1798) est un propriétaire foncier et homme politique irlandais.

## Biographie
Il est le fils de Charles Gardiner et de son épouse Florinda, fille de Robert Norman. Sa sœur Anne épouse William Trench (1er comte de Clancarty). Le 3 juillet 1773, il épouse Elizabeth, fille de William Montgomery, député de Ballynakill et plus tard baronnett.Ils ont un fils, Charles Gardiner (1er comte de Blessington), et une fille Margaret, qui devient plus tard comtesse de Donoughmore et sera la mère de Richard Hely-Hutchinson (4e comte de Donoughmore). Il fait ses études au St John's College de Cambridge.
De 1773 à 1789, il représente le comté de Dublin à la Chambre des communes irlandaise . Il est nommé au Conseil privé d'Irlande le 29 décembre 1780  et créé baron Mountjoy le 19 septembre 1789 et vicomte Mountjoy le 30 septembre 1795, tous deux dans la pairie d'Irlande .
Lord Mountjoy est tué au combat à l'âge de 53 ans, menant son régiment à la bataille de New Ross. Il est remplacé par son fils Charles, qui est ensuite créé comte de Blessington .